# Нова українська хвиля

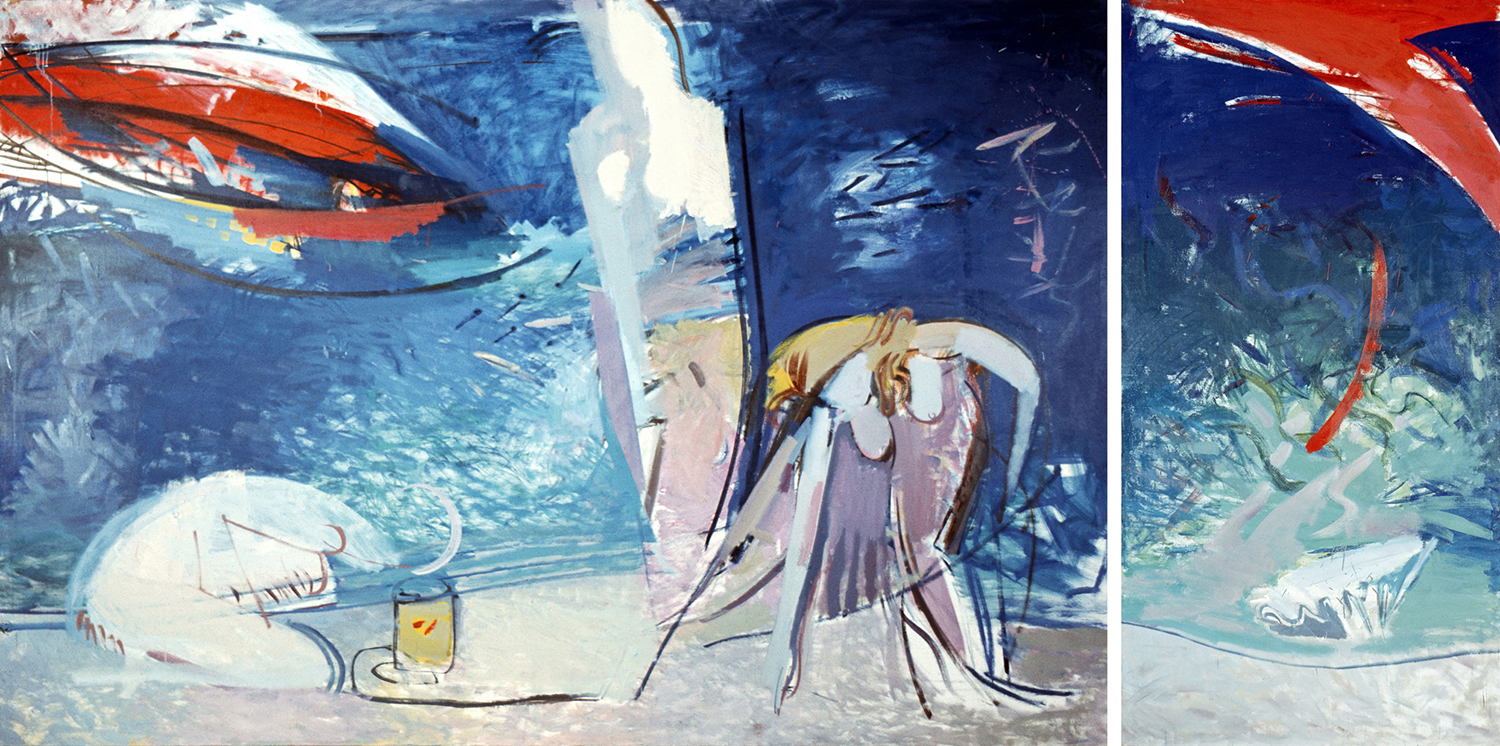
Василь Рябченко. «Берег невиявлених персонажів» (диптих), 200х400 см, полотно, олія, 1989

Нова українська хвиля — сукупність творчих напрямків рішучої зміни віх, які виникали в Україні, у період приблизно з кінця 1980-х до початку 2000 років на тлі бурхливих соціально-політично подій розпаду СРСР, перебудови і становлення Незалежності України. Є вітчизняним проявом постмодернізму, якому притаманна не однорідність, а розмаїття творів і груп як деструктивного, так і конструктивного характеру, спрямованих як на посилення рис живописно-пластичного мистецтва, так і на відхід від нього в бік акціонізму й заміну традиційних художніх засобів на новітні технології. У світовому мистецтві термін «нова хвиля» є символом творчого оновлення, ним об’єднують різноманітне коло явищ кінця 1970—1980-х років, пов’язаних із проявами постмодернізму в дизайні, архітектурі, музиці, літературі та ін. В Україні «Нова хвиля» мала найяскравіший прояв переважно у візуальному (образотворчому мистецтві), а не в музиці й кіно як, наприклад, французька нова хвиля, нова хвиля британського важкого металу та ін. Втім  особливості нової хвилі мали прояв  у різних видах мистецтв: кінематографі, театрі, літературі й  музиці України.

## Початок і розвиток

Микола Бабак. «Дві душі», 1989

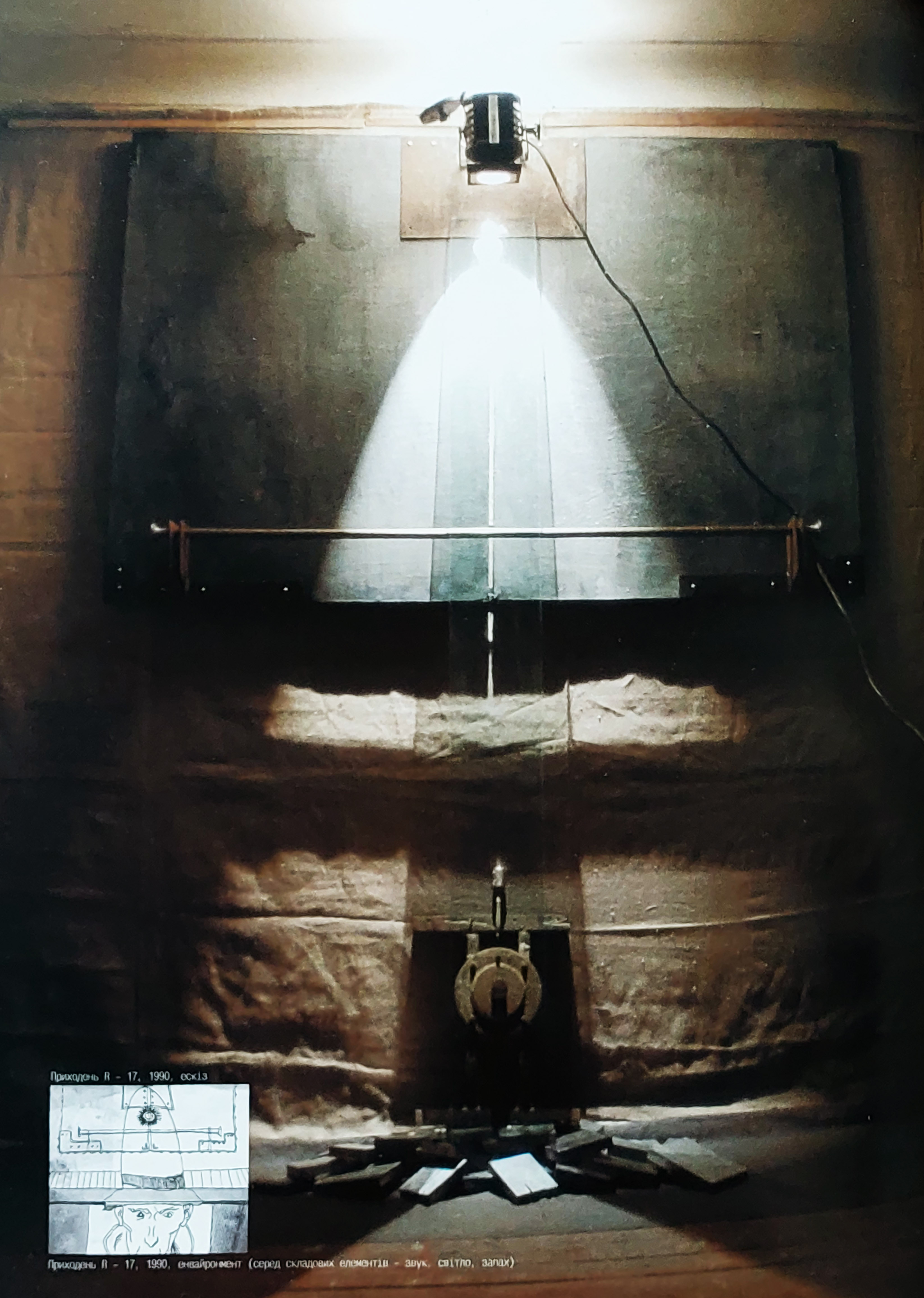
Гліб Вишеславський. "R-17", арт об’єкт, 1990

Основу складали митці нового покоління (народжені у 1960-ті роки), які щойно починали свій творчий шлях та вже не зазнавали утисків із боку влади, що збіглося з лібералізацією часів «перебудови» та зменшенням впливу колективу на особистість. Вплив постмодернізму виразно проглядав у мистецтві молодої генерації митців із багатьох міст України. Вони шукали натхнення у зразках класичного авангарду, неоавангарду, західного модернізму, італійського трансавангарду, постмодернізму, неокласики, народного мистецтва, примітиву та ін. Чималий вплив мала на них творчість колег із «московської діаспори».

Як всеукраїнський рух явище сформувалося після серії молодіжних виставок 1987—1988 рр. у Києві та Харкові та пленерів «Седнів-88» і «Седнів-89». Серед інституцій, що вперше підтримали молодих митців на всеукраїнському рівні, був «Совіарт», молодіжні секції Спілки художників Києва та Харкова. Каталоги виставок Совіарту — «21 погляд» (1989) та «Українське малАРТство» (1990) є першоджерелами, що висвітлюють ті часи. Єдності художників у більш локальному вимірі сприяли організації «ТОХ», «Центр Європи», «Три крапки», «Панорама», бієнале «Імпреза» та МФ «Відродження». Серед головних виставок, у яких брали участь художники «Нової хвилі», були «Молодіжні виставки» (Москва та Київ, 1987—1989), експозиції «Совіарту», пленери «Седнів-88» (1988) та «Седнів-89» (1989) та ін. Поза офіційними інституціями художники утворювали неформальні угруповання, такі як «Живописний заповідник», « Паркомуна», «Біла ворона» та ін.
Чимало художників були підтримані російськими галереями, зокрема Марата Гельмана.

Митці «Нової хвилі» не мали єдиного світогляду, спільних рис стилістики в роботі. Ознаками руху була творча свобода, незалежність особи від уявлень колективу, що народжувало новизну, експерименти, незаангажованість. Митці «хвилі» були дуже різними, і через це вже у 1990-х рух поділився на декілька напрямків за естетичними уподобаннями.

До «Нової хвилі» входили: «Український трансавангард» (трансавангардний живопис, переважно митців з Києва та Одеси); «Західно-український постмодернізм» митців у Львові та Івано-Франківську, які переважно займалися інсталяціями й акціонізмом; «Київський постмодернізм», митці якого створювали інсталяції та асамбляжі. Теоретичним підґрунтям для них слугували основні ідеї італійського теоретика трансавангарду Акілле Боніто Оліви.

Інші художники того ж покоління обрали індивідуальні творчі шляхи, близькі до модерністичних і традиційних течій, в інтерпретації нового відрізку часу: неоекспресіонізм, фантастичний реалізм, імпресіонізм, постімпресіонізм, фотореалізм, гіперреалізм та інші, які загалом дістали назву «полістилізм». Окрім молоді, яка задавала тон, у створенні нового мистецтва «Нової хвилі» брали участь і деякі старші художники, які вдалися до експериментів і зміни своїх попередніх практик (як Антон Соломуха, Феодосій Тетянич, Ольга Петрова, Тіберій Сільваші, Юрій Косін, Анатоль Степаненко та інші).

Чимало цікавих образотворчих ідей було започатковано у період андеграунду, і вони знайшли можливість розвинутись під час «Нової хвилі».

## Учасники

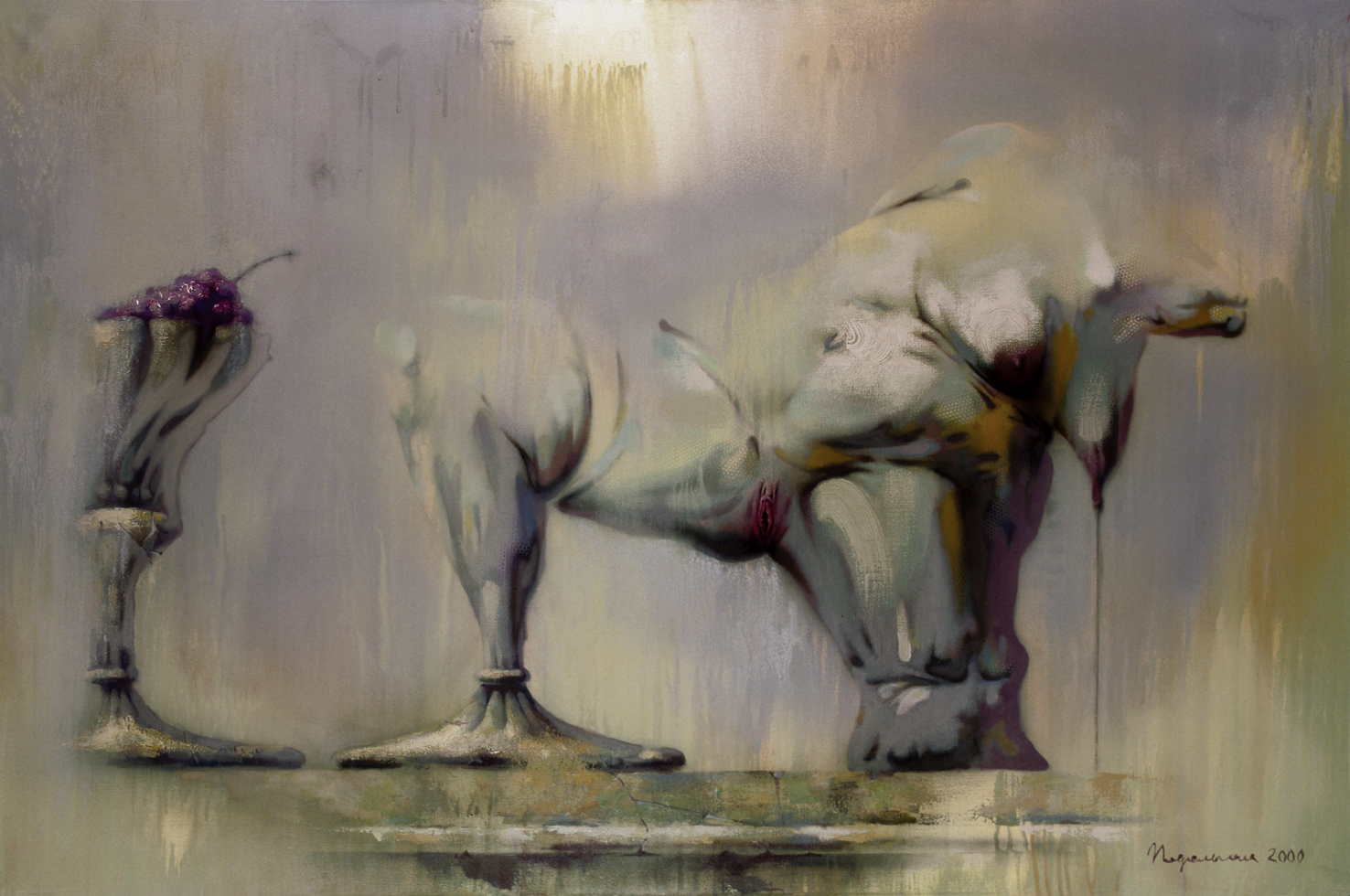
Ігор Подольчак. «Без назви», 1995

У русі «Нової хвилі» брало участь понад п’ятсот митців з Києва, Львова, Ужгорода, Івано-Франківська, Луцька, Мукачевого, Одеси, Харкова, Сум, Донецька, Дніпра (Дніпропетровська), Луганська, Миколаєва, Симферополя та ін. Серед найактивніших учасників виставок:

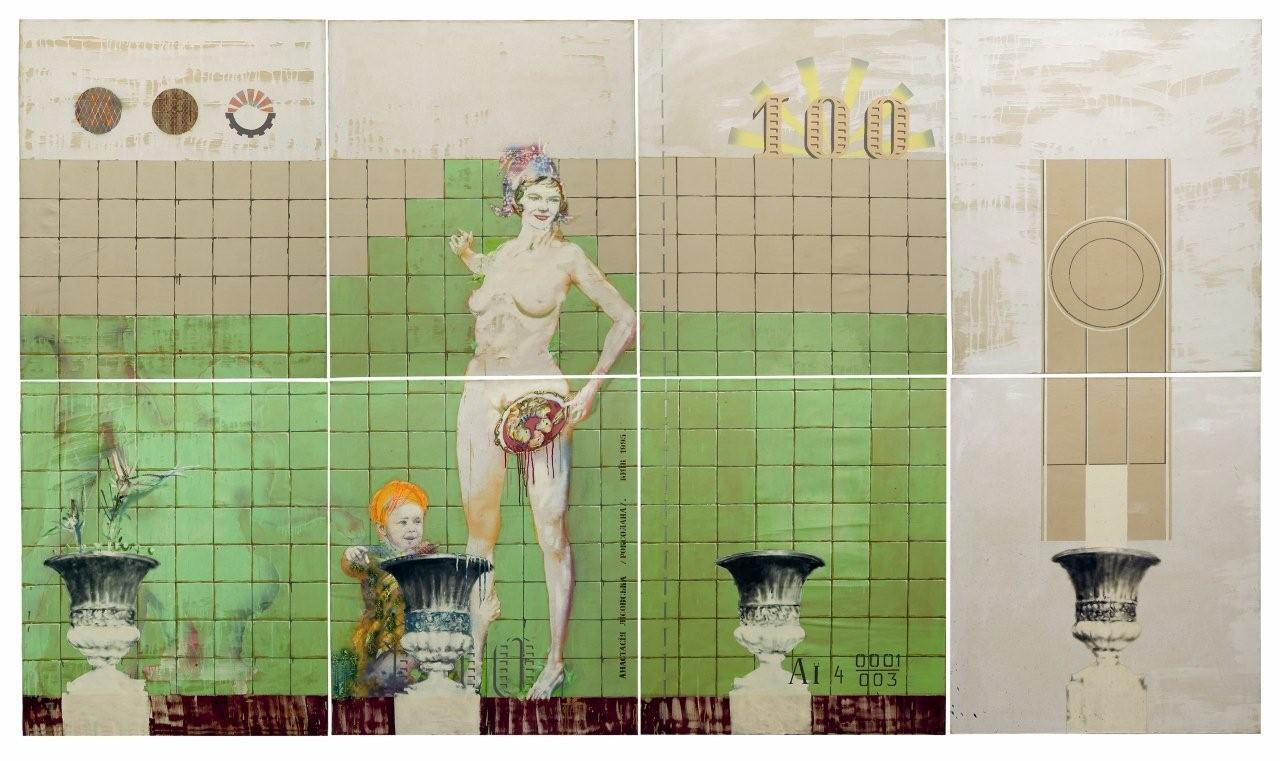
Олег Тістол. «Роксолана» (проєкт української грошової купюри), 280 х 480 см, полотно, олія, 1995

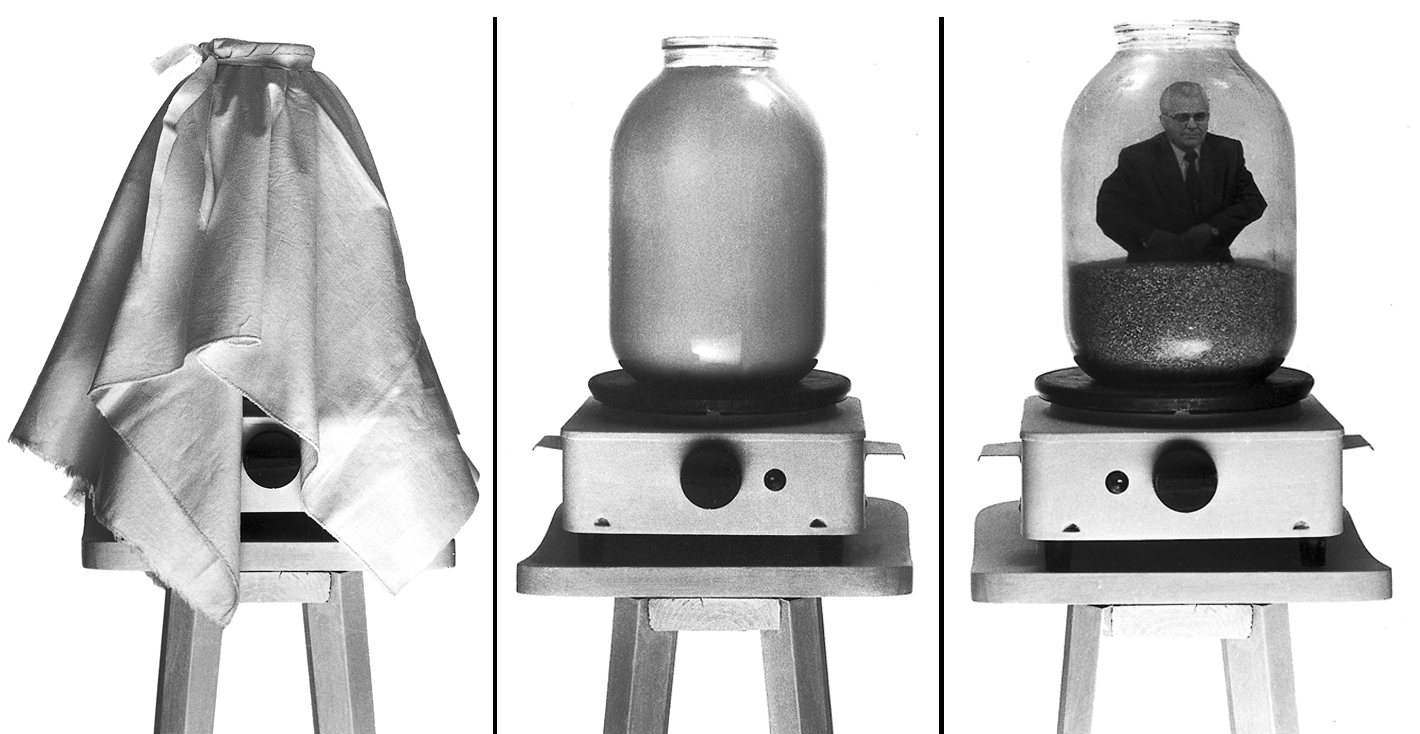
Фонд Мазоха. «Мавзолей для президента», інсталяція, 1994

Андрій Александрович, Петро Антип, Олексій Аполонов, Густаво Аранго, Микола Бабак, Олександр Бабак, Тамара Бабак, Сергій Бережненко, Яна Бистрова,  Володимир Богуславський, Катерина Борисенко, Богдан Бринський, Ігор Броун, Олена Будовська, Юрій Вакуленко, Борис Буряк, Леонід Вартиванов, Тетяна Власенко, Гліб Вишеславський, Людмила Волошаненко, Анатолій Варваров, Віктор Гвоздинський, Марко Гейко, Марина Глущенко, Ігор Голіков, Олег Голосій,  Олена Голуб, Тетяна Гончаренко, Стас Горський,  Олександр Гнилицький, Ігор Гречаник, Валерій Гурський, Олег Дергачов, Юрій Дзюбан, Ігор Дюріч, Олена Євсеєнко, Олександр Животков, Сергій Животков, Роман Жук, Ігор Зайцев, Микола Залевський Олександр Замковський, Анатолій Звіжинський, Ілля Зомб, Володимир Іванов-Ахметов, Юрко Іздрик, В’ячеслав Іляшенко, Дмитро Кавсан, Олег Капустяк, Назар Кардаш, Володимир Кауфман, Павло Керестей, Олександр Клименко, Світлана Кондратенко, Катерина Корнійчук, Мирослав Король, Ростислав Котерлін, Олексій Коцієвський, Олена Кудінова, Ігор Коновалов, Сергій Корнієвський,  Раф Левчин, Сергій Ликов, Ганна-Оксана Липа, Тетяна Лисенко, Олександр Лісовський, Павло Маков, Наталя Максимова, Оксана Малишко, Валентин Мальченко, Мао Мао, Микола Маценко, Тетяна Мисковець, Генадій Молдавян, Володимир Мулик, Микола Недзельський, Олександр Новіковський, Олена Паламарчук, Ігор Панейко, Сергій Панич, Валерій Парфьоненко, Ігор Перекліта, Лариса Піша, Юрій Плісс, Ірина Погрібна, Лесь Подерв'янський, Ігор Подольчак, Віктор Покиданець, Олександр Полонік, Олександра Прахова, Юрій Пшеничний, Едуард Потапенков, Володимир Падун, Валентин Раєвський, Костянтин Реунов, Олена Рижих, Олександр Рідний, Валентина Роєнко, Олександр Ройтбурд, Роман Романишин, Василь Рябченко, Людмила Роздобудько-Падун, Арсен Савадов, Андрій Сагайдаковський, Сергій Святченко,  Георгій Сенченко, Ганна Сидоренко, Платон Сильвестров, Марина Скугарєва, Володимир Стецула, Григорій Столбченко, Володимир Сурмач, Олександр Сухоліт, Анатолій Твердий, Олег Тістол, Генадій Толпекін, Леонід Томілін, Дмитро Тронов,  Валерія Трубіна, Олена Турянська, Сергій Удовиченко, Анатолій Федірко, Борис Фірцак, Дмитро Фіщенко, Вікторія Трунова, Сергій Хаджинов, Володимир Харченко, Ксенія Ходаковска, Василь Цаголов, Сергій Цилов, Дмитро Ципунов, Оксана Чепелик,  Ілля Чичкан, Ігор Шульєв, Василь Юдін, Сергій Юхимов, Мирослав Ягода, Микола Якимечко, Володимир Яковець, Сергій Якунін, Ярослав Яновський, Мирослав Яремак та багато ін.
Основна група художників була представлена в Національному художньому Музеї України у 2009 році на виставці «Українська нова хвиля».